# Norweger Modell
Beim Norweger Modell treten im Fußball Mannschaften mit unterschiedlicher Spielerzahl im Wettbewerb gegeneinander an. Aufgrund des demographischen Wandels und geändertem Freizeitverhaltens gewinnt es zunehmend an Bedeutung.

## Details
Normalerweise spielen im Fußball zwei Mannschaften mit jeweils elf Spielern gegeneinander. Wechselspieler werden in dieser Betrachtung vernachlässigt. Auf dem Kleinfeld bestehen die beiden Mannschaften aus der gleichen Anzahl von Spielern, die weniger als elf Spieler je Mannschaft beträgt. In einer Kleinfeldstaffel spielen alle Mannschaften in allen Spielen mit derselben Zahl von Spielern auf dem Kleinfeld.
Wettbewerbe nach dem Norweger Modell bieten den Teilnehmern die Auswahl, mit welcher Zahl von Spielern sie antreten. Die angebotenen Spielerstärken legt die Ausschreibung fest. Bei dem Spiel zweier Mannschaften entscheidet die kleinere der beiden Spielerstärken, mit welcher Zahl von Spielern beide Mannschaften auf dem Feld vertreten sind.
Beispiel: In einer Liga könnten zum Beispiel 11er-, 9er- und 7er-Mannschaften gemeldet sein. Bei allen Spielen mit 7er-Mannschaften treten beide Teams immer mit 7 Spielern auf dem Feld an. Spiele mit 9er-Mannschaften sehen 9 Spieler je Mannschaft auf dem Spielfeld vor, es sei denn, der Gegner ist eine 7er-Mannschaft. 11er-Mannschaften spielen untereinander mit 11 Spielern. 11er-Mannschaften verringern bei Spielen gegen 9er- und 7er-Mannschaften ihre Spielerzahl auf die Spielerzahl des jeweiligen Gegners.
Das Norweger Modell findet sowohl bei Liga- als auch bei Pokal-Wettbewerben Anwendung. Ligen nach dem Norweger Modell nennt man Norweger-Staffeln.
Die Sollstärke einer Mannschaft wird normalerweise bei der Anmeldung festgelegt. Nur wenige Wettbewerbe gestatten Änderungen dieser Zuordnung im laufenden Betrieb. Nicht immer haben alle Mannschaften dieselben Rechte. In der Frauen-Kreisliga Hochrhein 2014/15 treten zum Beispiel sowohl Mannschaften auf dem Normalfeld mit elf Spielerinnen als auch Kleinfeldmannschaften an. Aufstiegsberechtigt sind aber nur die 11er-Mannschaften.

## Anwendung
Durch den demographischen Wandel und geänderte Freizeitinteressen stehen den Vereinen weniger Spieler zur Verfügung. Das Norweger-Modell ist eine Möglichkeit, wie die Vereine weiterhin unter diesen erschwerten Bedingungen am Wettbewerb teilnehmen können. Anwendung findet das Norweger Modell vor allem bei den Junioren und Frauen, teilweise auch bei den Herren. Der Einsatz des Modells ist normalerweise auf die unteren Klassen beschränkt. Teilweise wird es auch bei Pokalwettbewerben eingesetzt. Beispielsweise wirken beim B-Juniorinnen-Pokal des Badischen Fußballverband 11er-, 9er- und 7er-Mannschaften mit.

## Alternativen
Kritiker sehen die Gefahr beim Norweger Modell, dass es zu Lasten leistungsschwächerer Spieler geht, wenn Mannschaften durch Verkleinerung ihrer Sollstärke ihre Leistungsfähigkeit steigern. Dies gilt aber auch für einige der im Folgenden genannten Alternativen. Ferner besteht die Gefahr der Wettbewerbsverzerrung, wenn Mannschaften ihre Sollstärke flexibel von Spiel zu Spiel wählen können.

### Spielgemeinschaften
Dabei bilden mehrere Vereine gemeinsame Mannschaften. Im Vergleich zum Norweger Modell geht die Identität der beteiligten Vereine ganz oder teilweise verloren. Auf der anderen Seite sind bei Spielgemeinschaften weniger Spieler je Verein notwendig, um am Spielbetrieb teilnehmen zu können. Auch bei Spielgemeinschaften besteht die Gefahr, dass Spieler dem Fußballsport verloren gehen. Spielgemeinschaften können auch in Wettbewerben nach dem Norweger Modell teilnehmen.

### Kleinfeldstaffeln
Bei den Junioren ist es teilweise üblich, parallele Wettbewerbe mit unterschiedlichen Mannschaftsstärken anzubieten. Wettbewerbsverzerrungen und die vorzeitige Aussortierung von leistungsschwächeren Spielern durch das Verkleinern von Mannschaften sind hier nicht möglich. Dies gilt aber nur für die laufende Spielzeit. Zudem müssen genügend Mannschaften für die parallelen Wettbewerbe zur Verfügung stehen. In einigen Gebieten besteht diese Möglichkeit nicht mehr. Das gilt vor allem für die A-Junioren.

### Zweitspielrecht
Bei Zweitspielrecht dürfen Spieler für zwei verschiedene Vereine eingesetzt werden. Gedacht ist es zum einen für Pendler wie zum Beispiel Studierende. Ferner kann es zum Einsatz kommen, wenn ein Verein keine Mannschaft für einen Jahrgang stellen kann. Wie das Norweger Modell ist das Zweitspielrecht in der Regel auf die unteren Staffeln beschränkt. Wie beim Norweger Modell bleiben die Spieler ihrem Verein erhalten.